# Feix romà

Feix romà

El feix (en llatí fasces) era, a l'antiga Roma, un conjunt de varetes en forma de paquet cilíndric lligat amb cintes de cuir vermell, que contenien una destral (securis) que emergia entre les varetes.
En aquells temps, els lictors dels magistrats superiors, un cònsol, un pretor o el dictador i els magistrats amb imperium, i també les verges vestals, els governadors i dels comandants militars portaven el feix davant seu. La paraula volia dir paquet i es referia al fet que era un paquet de varetes de fusta que rodejaven una destral. Les varetes simbolitzaven la força, i la destral la justícia.
Sembla que els fasces primitius es feien amb branques d'om, segons Plaute, i més endavant es van fer amb branques de bedoll. Els antics deien que el seu ús procedia de Vetulònia, a Etrúria, però no se sap amb seguretat. Els reis de l'antiga Roma portaven dotze feixos amb dotze lictors al davant, i després de l'expulsió dels Tarquinis, cadascun dels dos cònsols anava precedit per dotze lictors amb els feixos. Publi Valeri Publícola, que va treure la Lex Valeria de provocatione amb la que donava al poble el dret de Provocatio, va ordenar que les securis (destrals) fossin retirades dels fasces, i que només un dels cònsols portés al davant els lictors mentre eren a Roma. L'altre cònsol només portava davant un accensus, un agutzil o ordenança. Quan estaven en campanya, els cònsols portaven al davant els dotze lictors i reincorporaven les securis.
Quan es va formar el primer decemvirat, els feixos només es portaven davant d'aquell que presidia la sessió. Però al segon decemvirat es va començar a actuar de manera tirànica, i els fasces es portaven davant de cadascun dels deu membres. El dictador, fins i tot la ciutat, portava sempre al davant els fasces amb la securis, portats per vint-i-quatre lictors, i el magister equitum en portava sis. Els pretors anaven precedits a la ciutat per dos lictors amb les fasces, però fora de Roma i comandant l'exèrcit, en portaven sis, i incorporaven la securis. Els procònsols també portaven sis fasces, segons Ulpià. Els tribuns de la plebs, els edils i els qüestors no portaven lictors a la ciutat, però a les províncies, els qüestors pro pretore tenien autorització per portar-ne.
Els lictors portaven els feixos sobre l'espatlla esquerra, i quan un magistrat inferior es trobava amb un altre de més rang, els lictors abaixaven els fasces en senyal de respecte. Quan un general obtenia una victòria i els soldats el saludaven com a imperator, els feixos que portava es coronaven de llorer.
Va ser adoptat com a símbol per la Revolució Francesa el 1789, i després pel moviment polític italià conegut per feixisme. Els usos que té actualment o ha tingut són:
- Les icones feixistes italianes adoptades pel govern de Benito Mussolini.
- En l'escut de França des que ha adoptat la forma d'Estat republicà.
- A la policia de Noruega i Suècia.
- Forma part de l'emblema de la Guàrdia Civil espanyola, indicant la seva capacitat de vigilància i de salvaguarda, molt similar als dels lictors romans.
- Apareix al Congrés dels Estats Units, flanquejant la tribuna de l'orador i als costats de la frase In God We Trust ("Confiem en Déu"), així com als pilars del tron de l'escultura d'Abraham Lincoln (d'Adam Chester French), a Washington DC.
- Figura en els laterals de l'efígie d'Abraham Lincoln al Lincoln Memorial de Washington.
- Va ser usat com a símbol de les revolucions de Llatinoamèrica.
- És usada com Insígnia distintiva del Servei de "Justícia Militar", pertanyent a l'Exèrcit mexicà.
- S'utilitza en l'escut de el departament colombià de Norte de Santander.
- Va ser adoptat pel Congrés de Cúcuta com a escut de la Gran Colòmbia.
- Figura en l'escut de l'Equador des de 1830.
- Figura en l'Escut de Cuba des de 1849. El feix de vares està coronat per un barret frigi, símbol modern de la llibertat i de la república.
- Es troba a la façana del Palau de Justícia de Buenos Aires, i també a la seu de la Legislatura de la província de Santa Fe, a la ciutat capital d'aquesta mateixa.
- Es troba a la façana del Palau dels Tribunals de Justícia de Valparaíso, a Xile.
- Apareix en l'escut de la Policia Metropolitana a Montevideo, capital d'Uruguai.
- Figura en l'escut de el Partit Nacional, partit polític uruguaià.
- Aquest símbol forma part de l'escut del Cos Jurídic Militar de les Forces Armades Espanyoles, envoltat per una corona de fulles de roure.
- Es pot veure en l'escut de l'Estat de Colorado, sobre el qual es pot llegir "Unió i Constitució".
- S'aprecia també al monument a Francisco de Miranda del Panteó Nacional de Veneçuela.
- Estan esculpides per parells, en les quatre cares de la base de la columna del Monument a la Independència de Mèxic.
- És part del "Monument a la Independència" que es troba en l'anomenada "Plaça Gran", al Centre Històric de Quito, Equador. Va ser inaugurat un 10 de agost de 1906, recordant la gesta revolucionària de el 10 d'agost de 1809, i la massacre dels patriotes el 2 d'agost de 1810. Aquests fasces estan sostinguts amb la mà esquerra de la "dama de la llibertat" i recolzats sobre un orbe.
- Apareix en el «Monument als Próceres» a la Plaça Llibertat de San Salvador, El Salvador. Es pot veure sostingut a la mà esquerra d'una dona, que és una al·legoria de la República.
- Apareix en l'escut i la bandera del cantó suís de Sant Gal.